# سادرلند (آیووا)
سادرلند (به انگلیسی: Sutherland) شهری در ایالت آیووا کشور ایالات متحده آمریکا است که جمعیت آن در سرشماری سال ۲۰۱۰ میلادی، ۶۴۹ نفر بوده‌است.